# ARIGATO MUSIC
株式会社ARIGATO MUSICは日本の音楽プロダクションである。

## 概要
代表取締役である南部喨炳が自身のレーベル"SouthBell"設立後、2010年に株式会社ザザの取締役執行役員に就任。2013年に自身がマネージメントを務める「MAN WITH A MISSION」のためにマネージメント事務所の株式会社FYDをザザのグループ会社として設立。「MAN WITH A MISSION」の海外進出など成功をおさめ、新たな事業として2017年にザザグループ内で株式会社ARIGATO MUSICを設立。

## 事業内容
- アーティストマネージメント事業
- レーベル制作事業
- CDアルバムの制作委託
- コンサート制作
- その他音楽に関わる事業全般

## 所属アーティスト

### 現在
- わかまつごう
- ベリーグッドマン
- ホタルライトヒルズバンド
- THE AGUL
- OverTone
- 夜ハ短シ
- mahina
- ひごさつま
- MAYUMI YAMAZAKI

### 過去
- Softly（2017年12月31日活動休止）
- 中村千尋（2019年12月31日契約満了）[2]
- MINAMI NiNE
- HARUKA（2023年3月11日契約満了）[3]
- HAND DRIP（2024年7月21日解散）[4]

## イベント
- ARIGATO MUSIC presents Santa Claus is Coming To Fukuoka（2014年11月30日、福岡DRUM Be-1）[5]
- ARIGATO MUSIC LIVE（2015年3月12日、鹿児島Live HEAVEN）
- ARIGATO MUSIC 39Live!! vol.1（2016年1月27日、品川J-SQUARE）
- ARIGATO MUSIC 39Live!! vol.2（2016年3月9日、渋谷WWW）
- ARIGATO MUSIC presents 39 Live!! vol.3 〜ARIGATO MUSIC Fes 2017〜（2017年3月9日、東京 渋谷 CLUB QUATTRO）[6]
- ARIGATO MUSIC Fes 2018 前夜祭（2018年3月8日、東京 Zher the ZOO YOYOGI）[7]
- ARIGATO MUSIC presents 39 Live!! vol.4 ～ ARIGATO MUSIC Fes 2018 ～（2018年3月9日、渋谷 CLUB QUATTRO）[7]
- ARIGATO MUSIC Fes 2019 ファン感謝デー〜AM歌謡祭〜（2019年3月8日、渋谷 CLUB QUATTRO)[8]
- ARIGATO MUSIC Fes 2019 presents 39 Live!! Vol.5（2019年3月9日、渋谷 CLUB QUATTRO)[8]
- ARIGATO MUSIC Fes 2019 ～スペシャルフリーライブ in SHIBUYA SUMMER PARK～（2019年8月18日、東京 代々木公園イベント広場）[9]
- ARIGATO MUSIC presents 39 Live!! Vol.6 -ARIGATO MUSIC Fes 2020- （2020年3月8日、渋谷 CLUB QUATTRO）[10]（コロナ禍により延期）[11]
- ARIGATO MUSIC fes 2020（2020年8月18日 渋谷 CLUB QUATTRO）[12]（コロナ禍により再延期）[13]
- ARIGATO MUSIC Fes 2020→2021（2021年3月6日、渋谷 CLUB QUATTRO）（新型コロナウイルス感染拡大防止に伴い公演中止）[14]
- ARIGATO MUSIC presents 39 Live!! Vol.7 -ARIGATO MUSIC Fes 2022-（2022年3月12日、渋谷 CLUB QUATTRO）[15]
- ARIGATO MUSIC Fes 2022 〜OSAKA Summer Party〜（2022年7月30日、大阪城音楽堂）[16]
- ARIGATO MUSIC Fes 2023（2023年3月11日、渋谷 CLUB QUATTRO）[17]
- ARIGATO MUSIC Fes 2024（2024年3月3日、東京 渋谷 duo MUSIC EXCHANGE）[18]
- ARIGATO MUSIC Fes 2025（2025年3月9日、東京キネマ倶楽部）[19]

## その他
- 2020年5月13日、コロナ禍により音源リリースがストップされ最新音源が聴けない状況を打破するため、所属アーティスト全10組の音楽制作過程をオンラインで楽しめるUp Date Album「Thank you for the Music 〜#ありがとうMUSIC〜」をデータ配信で発売。基本料金以外の売り上げは全て、ライブハウス支援プロジェクト「LIVE FORCE, LIFE HOUSE.」を通じて、全国のライブハウスに寄付された[20]。
- 2022年4月6日、MBSラジオ「Mラジ Music Treasures」にて『ARIGATO MUSIC特集』が放送される[21]も、野球中継延長による放送時間の変更の都合で番組の一部が放送されておらず同年5月4日に再編集版が再放送される[22]。

## グループ会社
- 株式会社ザザ
- 株式会社FYD